# Plenilsko založništvo
Plenilsko založništvo je založniška praksa nekaterih izdajateljev strokovne literature (predvsem znanstvenih revij), pri kateri založnik zlorablja model »avtor plača«, značilen za prosti dostop (Open Access, OA). Delo sicer objavi, vendar je vtis, da gre za legitimno znanstveno objavo zgolj površinski, saj zniža standarde ali celo povsem zaobide proces znanstvene recenzije z namenom objaviti čim več del, da bi na ta način povečal zaslužek. Izraz se lahko nanaša bodisi na plenilske založnike bodisi na same plenilske revije.

## Ozadje
Recenzija (znana tudi pod angleškim izrazom peer-review) je eden temeljev sodobne znanosti, postopek, v katerem se oceni, ali poročilo o znanstveni raziskavi zadostuje merilom znanstvene objave: obnovljivost, izvirnost, kredibilnost interpretacije rezultatov, upoštevanje izsledkov drugih avtorjev na konkretnem področju ipd. Za recenzijo založnik sicer ne plača – to delo opravijo drugi znanstveniki s področja objave, kot je navada v znanosti, vendar je postopek včasih dolgotrajen in pogosto vodi v zavrnitev, kar založniku ni v neposrednem interesu. Uveljavljeni založniki na račun takšne selekcije vzdržujejo ugled svojih revij, kar jim prinaša večji prihodek od naročnin. V začetku 21. stoletja pa se je pojavil alternativni model, pri katerem avtor plača založniku fiksen znesek za objavo svojega dela, to pa je nato prosto dostopno javnosti.
Vzporedno z razmahom prostega dostopa so se pojavili prvi založniki, ki so izkoristili priložnost in pričeli oglaševati priložnost za hitro objavo, pogosto z uporabo nepoštenih poslovnih praks in zavajanja. Leta 2009 je pozornost širše strokovne javnosti vzbudil primer podjetja Scientific Research Publishing, ki je v svojih novih revijah brez dovoljenja objavilo več kopij že objavljenih člankov iz drugih revij. Hkrati se je oglasilo nekaj akademikov, ki jih je podjetje navedlo kot člane uredniških odborov, a za to niso dali soglasja, isto podjetje pa se je posluževalo tudi vsiljivega množičnega oglaševanja prek elektronske pošte. V drugem odmevnem primeru kmalu za tem je študent Univerze Cornell za objavo v eni od novih OA revij poslal članek, v celoti sestavljen iz nesmiselnega zaporedja besed, revija pa ga je brez pripomb sprejela ter objavila.
Leta 2010 je knjižničar Univerze Kolorada v Denverju Jeffrey Beall skoval izraz plenilsko založništvo (angleško Predatory publishing) in objavil seznam sumljivih revij ter založnikov na svojem blogu. Kljub nekaterim kritikam glede kriterijev in očitkom o diskriminiranju izdajateljev iz manj razvitih držav je postal njegov seznam, Beall's list, vpliven v akademskem svetu kot referenčno delo. Skozi javno razpravo in z Beallovim seznamom se je izkristaliziral nabor kriterijev, na podlagi katerih lahko raziskovalec posumi, da ne gre za legitimnega založnika oz. revijo. Med njimi so:
- sprejem člankov v objavo po hitrem postopku z očitno površno recenzijo ali brez nje, vključno s potegavščinami in nesmiselnimi besedili.
- pošiljanje obvestila o višini stroškov za objavo šele po sprejemu članka.
- agresivno pozivanje k oddaji člankov ali članstvu v uredniških odborih.
- navajanje, da so člani uredniških odborov akademiki, ki za to niso dali soglasja.
- navajanje izmišljenih akademikov kot članov uredniških odborov.
- posnemanje imena ali videza spletne strani bolj uveljavljenih revij.
- zavajanje glede podatkov o založniški dejavnosti, npr. navajanje lažne lokacije sedeža podjetja
- nepravilna uporaba ISSN.
- lažni podatki o faktorju vpliva in indeksiranosti v bibliografskih zbirkah

V ta sklop sodi tudi pojav t. i. ugrabljenih revij, pri katerem prevaranti ukradejo identiteto uveljavljene revije, postavijo spletno stran z zelo podobno domeno in pričnejo pozivati k oddaji člankov proti plačilu (vrsta spletnega ribarjenja). Poseben primer je revija Experimental & Clinical Cardiology, ki je bila prepoznana kot ugledna na svojem področju, nato pa jo je od prvotnega založnika odkupilo drugo podjetje, spremenilo poslovni model v OA in nemudoma povečalo število objavljenih člankov na več kot 1000 letno (kar nakazuje na bistveno znižanje standardov).

## Razširjenost
| Leto | Založnikov | Samostojnih revij | Ugrabljenih revij |
| ---- | ---------- | ----------------- | ----------------- |
| 2011 | 18         |                   |                   |
| 2012 | 23         |                   |                   |
| 2013 | 225        | 126               |                   |
| 2014 | 477        | 303               |                   |
| 2015 | 693        | 507               | 30                |
| 2016 | 923        | 882               | 101               |

Po Beallovih izkušnjah je številčnost znanstvenih izdajateljev s sumljivimi založniškimi praksami eksplodirala leta 2012, ko se je pojavilo na stotine novih, pogosto takoj z več deset revijami v svojih portfeljih. Sodeč po analizi 1030 izdajateljev, objavljeni leta 2015, največ revij sodi v kategoriji inženirstvo in biomedicina, najpogosteje pa ima izdajatelj dejavnost registrirano v Indiji (pri tem kar za četrtino izdajateljev ni bilo možno ugotoviti lokacije glavnega urada). Samo v letu 2014 je teh 1030 izdajateljev objavilo skoraj pol milijona člankov, kar jim je po oceni prineslo 75 milijonov USD prihodkov. Pojav primerjajo z ameriško zlato mrzlico 19. stoletja.
Tudi največji del avtorjev – tretjina – prihaja iz Indije, sledijo avtorji iz ostalih azijskih držav in Afrike. Razlogi za objavljanje pri plenilskih založnikih so različni. Avtorji včasih nasedejo zavajanju in pošljejo članek v objavo reviji, misleč, da gre za priznano publikacijo. V številnih državah je objavljanje v uglednih revijah (te se rangirajo po faktorju vpliva) merilo uspešnosti raziskovalca oz. raziskovalne skupine, od katere je odvisno financiranje, zato lahko predstavlja takšna pomota veliko izgubo. Pri avtorjih iz manj razvitih držav pa je položaj bolj zapleten. Te države nimajo razvite akademske skupnosti kot je na Zahodu in njihove agencije za financiranje znanosti pogosto uporabljajo nižje kriterije za vrednotenje raziskovalcev, denimo zgolj objavljanje pri »mednarodnih« založnikih. Raziskovalci iz teh držav imajo poleg tega pogosto težave pri objavljanju v uglednih revijah, lahko zaradi neizkušenosti in slabšega znanja angleščine, ki je standard, včasih pa tudi zaradi diskriminacije. Zanje je neselektiven OA založnik z razmeroma nizkimi stroški objave praktično edina izbira. Nenazadnje pa pri plenilskih založnikih včasih načrtno objavljajo tudi uveljavljeni zahodni raziskovalci z namenom povečanja števila člankov, kot posledica pojava »objavljaj ali izgini« v sodobni znanosti, ki v določeni meri spodbuja kvantiteto na račun kvalitete.

## Posledice
Različni komentatorji so izrazili prepričanje, da pojav plenilskih založnikov spodkopava integriteto znanstvenega komuniciranja ter briše ločnico med znanostjo in neznanostjo. Neetično ravnanje in objavljanje slabih člankov niža zaupanje javnosti v znanost kot celoto, saj laiki še težje ločijo legitimno revijo od plenilske kot raziskovalci. To je lahko usodno v situacijah, kakršna je uporaba znanstvenih člankov za dokazni material v sodnih procesih in pri vzpostavljanju kliničnih smernic v medicini, kjer je lahko ogroženo zdravje ljudi. Odsotnost recenzije namreč močno olajša ponarejanje podatkov in druge vrste manipulacij s strani avtorjev.
Plenilski založniki lahko škodijo tudi samim raziskovalcem. Tisti iz držav v razvoju s skopim proračunom za raziskave, ki se poskušajo uveljaviti v globalni akademski sferi, še posebej težko poravnajo strošek objave izsledkov svojih raziskav, povrh vsega pa je ta objava zaradi obskurnosti revije na koncu spregledana. Tudi v Sloveniji je bil odmeven primer raziskovalca, ki je objavil članek v ugrabljeni reviji, misleč, da gre za legitimno botanično revijo Wulfenia, ki jo izdaja Koroški deželni muzej iz Avstrije. V sistemu COBISS je bila sprejeta odločitev, da se lažni reviji dodeli nov ISSN, tako da je članek bistveno nižje vrednoten po kriterijih Javne agencije za raziskovalno dejavnost RS, kar lahko negativno vpliva na projektno financiranje.